# Langues môn-khmer
Les langues môn-khmer sont un ensemble discontinu de langues parlées en Asie du Sud-Est. Avec les langues munda parlées en Inde, elles forment la famille des langues austroasiatiques.
Selon le linguiste Paul Sidwell (en), c'est l'anthropologue britannique James Richardson Logan qui, en 1850, sera le premier à reconnaître l'existence d'un phylum qu'il qualifiera de « môn-annam », et qui outre quelques curieuses inclusions, recouvre l'ensemble des langues austroasiatiques connues. Sidwell attribue également à Logan le caractère conservateur des langues munda[Quoi ?].

## Classification

### Ethnologue
Ethnologue, Languages of the World propose la classification suivante des langues môn-khmer :
- Langues asliennes (au nombre de 18, péninsule malaise)
- Langues môn-khmer orientales (67) :
  - Langues bahnariques (40 langues) :
    - Bahnarique central ;
    - Bahnarique du Nord ;
    - Bahnarique occidental ;
    - Bahnarique du Sud ;

  - Langues katuiques (19 langues) :
    - Katuique central (5 langues) ;
    - Katuique occidental (6 langues) ;
    - Katuique oriental (8 langues),

  - Groupe khmer (2 langues),
  - Langues péariques (6),
- Langues môniques (2 langues, Thaïlande, Birmanie) :
  - môn et
  - nyahkur,
- Langues nicobar (6),
- Langues môn-khmer du Nord (40) : 
  - Langues khasiques (4, parlées au Bangladesh et en Inde);
  - Langues khmuiques (13, Laos, Thaïlande, Vietnam);
  - Mang (Vietnam) ;
  - Langues palaungiques (22 langues),
- Langues palyu (en) (2, Chine),
- Langues viet-muong (10, Vietnam, Laos, Thaïlande).
- Deux langues non classées, toutes parlées en Chine :
  - Kemie;
  - Kuan.

### Autre classification
D'autres linguistes répartissent les langues môn-khmer en 12 groupes :
1. Le vietnamien au Viêt Nam (66 à 73 millions de locuteurs) (langues viêt-muong);
2. Le khmer ou cambodgien au Cambodge, dans le sud du Viêt Nam et dans le nord-est de la Thaïlande (15 à 22 millions);
3. Les langues asliennes parlées par certaines populations autochtones pré-malaises des montagnes du nord de la péninsule de Malacca appelées Orang Asli, réparties en trois groupes, « jahaïque », « senoïque » et « semelaïque »;
4. Le khmu dans nord du Laos (langues khmuiques);
5. Les langues katuiques dans le centre du Laos;
6. Les langues bahnariques dans le sud du Laos;
7. Le môn dans le bas-Salouen en Birmanie (1 million) (langues môniques);
8. Le wa dans le haut-Salouen (langues palaungiques);
9. Le khasi au Meghalaya en Inde (langues khasiques);
10. Les langues nicobar dans les îles Nicobar, également en Inde;
11. Le pear sur la côte du Cambodge (langues peariques);
12. Le palaung ou ta-ang dans le nord de la Thaïlande (langues palaungiques).